# Чемпіонат світу з хокею із шайбою 2017
Чемпіонат світу з хокею із шайбою 2017 — 81-й чемпіонат світу з хокею із шайбою ІІХФ, який пройшов у Франції та Німеччині з 5 травня по 21 травня 2017 року. Матчі пройшли у двох містах Парижі та Кельні.
На логотипі чемпіонату силует воротаря збірної Німеччини Роберта Мюллера, який помер від ракової пухлини мозку в віці 28 років.
Послами чемпіонату стали тенісистка Анджелік Кербер, ФК «Кельн», футбольний воротар Олімпійської збірної Німеччини Тімо Горн та гравець «Парі Сен-Жермен» Лукас Моура.
Офіційним гімном турніру є композиція гурту Cascada «Playground».
У фінальному матчі свій десятий титул чемпіонів світу здобула збірна Швеції перегравши канадців по булітах 2:0, основний час та овертайм завершились внічию 1:1.

## Вибір господаря турніру
Дві заявки претендували на проведення чемпіонату: Данія (Копенгаген) разом з Латвією (Рига) та Франція (Париж) разом з Німеччиною (Кельн). Франція та Німеччина спочатку конкурували, але в січні 2012 оголосили, що будуть подавати спільну заявку. Остаточне ж рішення, яка країна прийме турнір, було оголошено на щорічній конференції в Стокгольмі 17 травня 2013 року.
Загалом Франція приймає свій п'ятий чемпіонат до цього вона приймала два чемпіонати, які проходили в рамках зимових Олімпійських ігор 1924 та 1968 років і ще два разом з Німеччиною та Австрією в 1930-му та окремо 1951-го в Парижі.
Для Німеччини, як господаря це дев'ятий чемпіонат світу, вперше приймала разом з Австрією та Францією в 1930 році, в 1936 році чемпіонат проходив в рамках зимових Олімпійських ігор. Ще шість разів німці приймали чемпіонат одноосібно в 1955, 1975, 1983, 1993, 2001 та 2010 роках.
Результати голосування:
| Країни               | Підсумок |
| Німеччина та Франція | 63       |
| Данія та Латвія      | 45       |

## Арени
| Німеччина         | Франція             |
| Кельн             | Париж               |
| ----------------- | ------------------- |
| «Ланксесс-Арена»  | «АккорГотелс Арена» |
| Місткість: 18 500 | Місткість: 15 000   |
|                   |                     |

## Країни
Наступні 16 країн кваліфікувалися до елітного дивізіону турніру: 14 країн з Європи і дві країни з Північної Америки.
| Європа - Білорусь* - Чехія* - Данія* - Фінляндія* - Франція* - Німеччина* - Італія^ - Словенія^ | - Латвія* - Норвегія* - Росія* - Словаччина* - Швеція* - Швейцарія* Північна Америка - Канада* - США* |

* = Автоматично кваліфікувались, посівши 14 найвищих місць на чемпіонаті світу 2016
^ = Кваліфікувались, посівши перші два місця на чемпіонаті світу 2016 (дивізіон I)

## Посів і групи
Посів команд у попередньому раунді визначався за результатами Світового рейтингу ІІХФ. Команди були розподілені по групах згідно з посівом (у дужках відповідна позиція у світовому рейтингу за підсумками чемпіонату світу 2016 року):
| Група A (Кельн)                                                                                               | Група B (Париж) |
| --- | --- |
| - Росія (2) - США (4) - Швеція (5) - Словаччина (8) - Німеччина (10) - Латвія (12) - Данія (13) - Італія (18) | - Канада (1) - Фінляндія (3) - Чехія (6) - Швейцарія (7) - Білорусь (9) - Норвегія (11) - Франція (14) - Словенія (15) |

## Судді
ІІХФ обрала 16 головних суддів, для забезпечення судійства на чемпіонаті світу 2017. Список головних суддів наступний:
| Головні судді - Марк Лемелін - Бретт Айверсон - Олівер Гуен - Едуардс Одіньш - Даніель Піхачек - Роман Гофман - Йозеф Кубуш - Стівен Рено | Головні судді - Анссі Салонен - Стефан Фонселіус - Антонін Єржабек - Ян Грібик - Тобіас Верлі - Даніель Штрікер - Маркус Лінде - Лінус Елунд |

## Регламент
На етапі кваліфікації учасники будуть розбиті на дві групи по вісім команд, по чотири з яких виходять у фінальний етап (плей-оф). Пари чвертьфіналістів утворюються за наступним принципом: лідер однієї з кваліфікаційних груп грає з четвертою командою другої кваліфікаційної групи, 2-га — з 3-ю, 3-тя — з 2-ю і т. д. Переможці потрапляли до півфіналу, де розігрували путівку у фінал. Команди, що поступилися у півфінальних протистояннях грають матч за третє місце. А переможні 1/2 фіналу розігрували звання чемпіонів світу. Команди які зайняли останні місця в групах вибувають до Дивізіону I. Команди які зайняли 5—8 місця в групах більше матчів на чемпіонаті не грають.

## Попередній раунд
|  | Команда переходить у раунд плей-оф                                      |
|  | Команда не проходить у плей-оф, але буде грати на Чемпіонаті світу 2018 |
|  | Команда припиняє подальшу участь (вилітає до дивізіону I)               |

### Група А
| Команда    | І | В | ВО | ПО | П | Ш     | Очк |
| ---------- | - | - | -- | -- | - | ----- | --- |
| США        | 7 | 6 | 0  | 0  | 1 | 31:14 | 18  |
| Росія      | 7 | 5 | 1  | 0  | 1 | 35:10 | 17  |
| Швеція     | 7 | 5 | 0  | 1  | 1 | 29:13 | 16  |
| Німеччина  | 7 | 2 | 2  | 1  | 2 | 20:23 | 11  |
| Латвія     | 7 | 3 | 0  | 1  | 3 | 14:18 | 10  |
| Данія      | 7 | 1 | 2  | 0  | 4 | 13:22 | 7   |
| Словаччина | 7 | 0 | 1  | 2  | 4 | 12:28 | 4   |
| Італія     | 7 | 0 | 0  | 1  | 6 | 6:32  | 1   |

- Час початку матчів місцевий (UTC+2)

| 5 травня 2017 16:15 | Швеція | 1 : 2 (Бул.) (1:0, 0:0, 0:1) ОТ (0:0) Бул. (0:1) | Росія | «Ланксесс-Арена» Глядачів: 18,357 |

| Протокол                                                          | Протокол       | Протокол                                             | Протокол            | Протокол                               |
| ----------------------------------------------------------------- | -------------- | ---------------------------------------------------- | ------------------- | -------------------------------------- |
|                                                                   | Віктор Фаст    | Голкіпери                                            | Андрій Василевський | Арбітри: Анссі Салонен Даніель Штрікер |
| Ліндгольм (Раск, Гедман) — 14:40 Ліндгольм Екман-Ларссон Нюландер | 1:0 1:1 Буліти | 43:58 — Андронов (Барабанов, Проворов) Гусєв Панарін |                     | Арбітри: Анссі Салонен Даніель Штрікер |
| 4 хв.                                                             | Вилучення      | 2 хв.                                                |                     | Арбітри: Анссі Салонен Даніель Штрікер |
| 23                                                                | Кидки          | 30                                                   |                     | Арбітри: Анссі Салонен Даніель Штрікер |

| 5 травня 2017 20:15 | США | 1 : 2 (0:1, 0:0, 1:1) | Німеччина | «Ланксесс-Арена» Глядачів: 18,688 |

| Протокол                                 | Протокол      | Протокол                                                                            | Протокол     | Протокол                         |
| ---------------------------------------- | ------------- | ----------------------------------------------------------------------------------- | ------------ | -------------------------------- |
|                                          | Джиммі Говард | Голкіпери                                                                           | Томас Грайсс | Арбітри: Олівер Гуен Йозеф Кубуш |
| К. Мерфі (Д. Ларкін, Б. Нельсон) — 51:00 | 0:1 1:1 1:2   | 10:50 — Т. Рідер (П. Раймер, Д. Кахун) 53:58 — П. Гагер (Д. Зайденберг, Ф. Гогулла) |              | Арбітри: Олівер Гуен Йозеф Кубуш |
| 4 хв.                                    | Вилучення     | 4 хв.                                                                               |              | Арбітри: Олівер Гуен Йозеф Кубуш |
| 43                                       | Кидки         | 27                                                                                  |              | Арбітри: Олівер Гуен Йозеф Кубуш |

| 6 травня 2017 12:15 | Латвія | 3 : 0 (0:0, 1:0, 2:0) | Данія | «Ланксесс-Арена» Глядачів: 13,453 |

| Протокол | Протокол         | Протокол  | Протокол      | Протокол                             |
| --- | ---------------- | --------- | ------------- | ------------------------------------ |
| | Елвіс Мерзлікінс | Голкіпери | Себастіан Дам | Арбітри: Лінус Елунд Даніель Штрікер |
| Г. Мейя (А. Кулда) — 23:08 М. Індрашіс (Я. Спруктс, Р. Букартс) — 41:48 М. Індрашіс (Роб. Букартс, Я. Балінскіс) — 52:40 | 1:0 2:0 3:0      |           |               | Арбітри: Лінус Елунд Даніель Штрікер |
| 6 хв. | Вилучення        | 12 хв.    |               | Арбітри: Лінус Елунд Даніель Штрікер |
| 35 | Кидки            | 27        |               | Арбітри: Лінус Елунд Даніель Штрікер |

| 6 травня 2017 16:15 | Словаччина | 3 : 2 (ОТ) (1:0, 0:1, 1:1) ОТ (1:0) | Італія | «Ланксесс-Арена» Глядачів: 12,229 |

| Протокол | Протокол            | Протокол                                                      | Протокол       | Протокол                             |
| --- | ------------------- | ------------------------------------------------------------- | -------------- | ------------------------------------ |
| | Юліус Гудачек       | Голкіпери                                                     | Андреас Бернар | Арбітри: Олівер Гуен Антонін Єржабек |
| М. Міклик (А. Яношик, П. Черешняк) — 06:58 Л. Гудачек (М. Міклик, М. Серсен) — 58:56 П. Черешняк (М. Бліжняк, Д. Скокан) — 62:45 | 1:0 1:1 1:2 2:2 3:2 | 35:06 — Д. Моріні (Л. Фріго) 42:41 — Л. Фріго (Дж. Сканделла) |                | Арбітри: Олівер Гуен Антонін Єржабек |
| 2 хв. | Вилучення           | 8 хв.                                                         |                | Арбітри: Олівер Гуен Антонін Єржабек |
| 32 | Кидки               | 19                                                            |                | Арбітри: Олівер Гуен Антонін Єржабек |

| 6 травня 2017 20:15 | Німеччина | 2 : 7 (1:1, 1:3, 0:3) | Швеція | «Ланксесс-Арена» Глядачів: 18,673 |

| Протокол                                                                      | Протокол                            | Протокол | Протокол    | Протокол                             |
| ----------------------------------------------------------------------------- | ----------------------------------- | --- | ----------- | ------------------------------------ |
|                                                                               | Томас Грайсс Денні аус ден Біркен   | Голкіпери | Віктор Фаст | Арбітри: Роман Гофман Едуардс Одіньш |
| П. Гагер (Д. Зайденберг, Я. Егліз) — 16:14 Ф. Гогулла (П. Гагер, Шюц) — 25:26 | 0:1 1:1 1:2 2:2 2:3 2:4 2:5 2:6 2:7 | 06:56 — Екман-Ларссон (Г. Ландескуг, Раск) 20:23 — Раск (Гедман, Строльман) 35:14 — Л. Умарк (М. Крюгер) 39:57 — Ю. Бродін (Нюландер, Ерікссон Ек) 49:42 — Г. Ландескуг (Раск, К. Содерберг) 50:40 — Нюландер (Строльман) 51:59 — Нюландер (Г. Ландеског) |             | Арбітри: Роман Гофман Едуардс Одіньш |
| 10 хв.                                                                        | Вилучення                           | 10 хв. |             | Арбітри: Роман Гофман Едуардс Одіньш |
| 24                                                                            | Кидки                               | 44 |             | Арбітри: Роман Гофман Едуардс Одіньш |

| 7 травня 2017 12:15 | Італія | 1 : 10 (0:2, 1:3, 0:5) | Росія | «Ланксесс-Арена» Глядачів: 10,893 |

| Протокол                                     | Протокол                                     | Протокол | Протокол                         | Протокол                         |
| -------------------------------------------- | -------------------------------------------- | --- | -------------------------------- | -------------------------------- |
|                                              | Фредерік Клутьє                              | Голкіпери | Андрій Василевський Ілля Сорокін | Арбітри: Йозеф Кубуш Лінус Елунд |
| Т. Траверса (А. Бернард, А. Гельфер) — 23:40 | 0:1 0:2 1:2 1:3 1:4 1:5 1:6 1:7 1:8 1:9 1:10 | 09:35 — Андронов (Барабанов, Гавриков) 18:59 — Дадонов (Панарін, Шипачов) 24:51 — Кучеров (Наместников, М. Гусєв) 35:04 — Наместников (Кучеров) 36:21 — Панарін (Мозякін, Шипачов) 43:39 — Плотников (Кучеров, Наместников) 45:29 — Мозякін (Шипачов, Панарін) 45:48 — Наместников (Кучеров, М. Гусєв) 50:21 — Панарін (Мозякін, Шипачов) 58:54 — Андронов (Барабанов, Проворов) |                                  | Арбітри: Йозеф Кубуш Лінус Елунд |
| 12 хв.                                       | Вилучення                                    | 6 хв. |                                  | Арбітри: Йозеф Кубуш Лінус Елунд |
| 15                                           | Кидки                                        | 36 |                                  | Арбітри: Йозеф Кубуш Лінус Елунд |

| 7 травня 2017 16:15 | США | 7 : 2 (3:1, 3:1, 1:0) | Данія | «Ланксесс-Арена» Глядачів: 8,764 |

| Протокол | Протокол                            | Протокол                                                             | Протокол      | Протокол                                |
| --- | ----------------------------------- | -------------------------------------------------------------------- | ------------- | --------------------------------------- |
| | Коннор Еллебюйк                     | Голкіпери                                                            | Себастіан Дам | Арбітри: Антонін Єржабек Едуардс Одіньш |
| А. Лі (Годро, Д. Ларкін) — 05:37 К. Келлер (Ч. МакЕвой, Н. Шмольц) — 13:06 Годро (Д. Ларкін) — 18:59 К. Келлер (Н. Б'югстад) — 34:33 А. Лі (Н. Ганіфін, Д. Ейчел) — 37:09 Б. Нельсон (Н. Шмольц) — 37:37 К. Келлер — 53:00 | 1:0 2:0 2:1 3:1 3:2 4:2 5:2 6:2 7:2 | 16:10 — М. Мадсен (Н. Елерс, Є. Єнсен) 21:08 — Н. Гардт (Ю. Якобсен) |               | Арбітри: Антонін Єржабек Едуардс Одіньш |
| 12 хв. | Вилучення                           | 24 хв.                                                               |               | Арбітри: Антонін Єржабек Едуардс Одіньш |
| 34 | Кидки                               | 25                                                                   |               | Арбітри: Антонін Єржабек Едуардс Одіньш |

| 7 травня 2017 20:15 | Латвія | 3 : 1 (1:0, 1:0, 1:1) | Словаччина | «Ланксесс-Арена» Глядачів: 8,149 |

| Протокол | Протокол         | Протокол                                     | Протокол | Протокол                            |
| --- | ---------------- | -------------------------------------------- | -------- | ----------------------------------- |
| | Елвіс Мерзлікінс | Голкіпери                                    | Ян Лацо  | Арбітри: Роман Гофман Анссі Салонен |
| Я. Спруктс (Р. Букартс, З. Гіргенсонс) — 10:24 З. Гіргенсонс (Р. Букартс, Роб. Букартс) — 27:26 А. Джеріньш (О. Цибульскіс, К. Даугавіньш) — 50:36 | 1:0 2:0 2:1 3:1  | 49:09 — М. Міклик (В. Дравецький, М. Гашчак) |          | Арбітри: Роман Гофман Анссі Салонен |
| 12 хв. | Вилучення        | 37 хв.                                       |          | Арбітри: Роман Гофман Анссі Салонен |
| 22 | Кидки            | 30                                           |          | Арбітри: Роман Гофман Анссі Салонен |

| 8 травня 2017 16:15 | Німеччина | 3 : 6 (0:3, 0:2, 3:1) | Росія | «Ланксесс-Арена» Глядачів: 18,734 |

| Протокол | Протокол                            | Протокол | Протокол            | Протокол                           |
| --- | ----------------------------------- | --- | ------------------- | ---------------------------------- |
| | Томас Грайсс                        | Голкіпери | Андрій Василевський | Арбітри: Олівер Гуен Анссі Салонен |
| Б. Мацек (М. Мюллер, Д. Зайденберг) — 45:53 Ф. Гогулла (К. Ергофф, Д. Кагун) — 48:34 Ф. Тіффельс (М. Кінк, Д. Зайденберг) — 59:10 | 0:1 0:2 0:3 0:4 0:5 1:5 2:5 2:6 3:6 | 01:04 — Шипачов (Дадонов, Панарін) 17:10 — Шипачов (М. Гусєв, Панарін) 18:15 — Плотников (Антипін, Проворов) 31:10 — М. Гусєв (Панарін, А. Бєлов) 35:16 — Кучеров 51:40 — Кучеров (Панарін) |                     | Арбітри: Олівер Гуен Анссі Салонен |
| 29 хв. | Вилучення                           | 12 хв. |                     | Арбітри: Олівер Гуен Анссі Салонен |
| 29 | Кидки                               | 35 |                     | Арбітри: Олівер Гуен Анссі Салонен |

| 8 травня 2017 20:15 | США | 4 : 3 (2:3, 1:0, 1:0) | Швеція | «Ланксесс-Арена» Глядачів: 18,398 |

| Протокол | Протокол                    | Протокол | Протокол    | Протокол                             |
| --- | --------------------------- | --- | ----------- | ------------------------------------ |
| | Джиммі Говард               | Голкіпери | Віктор Фаст | Арбітри: Йозеф Кубуш Даніель Штрікер |
| К. Келлер (Д. Ейчел, Дж. Труба) — 03:21 Дж. Годро (Д. Ларкін) — 18:12 Дж. Годро (Д. Ейчел, А. Лі) — 22:57 Дж. Т. Комфер (К. Мерфі, Д. Ларкін) — 51:47 | 0:1 1:1 1:2 2:2 2:3 3:3 4:3 | 02:14 — Е. Ліндгольм (А. Строльман) 13:23 — Е. Ліндгольм (Екман-Ларссон) 18:47 — В. Гедман (Ю. Нордстрем, К. Клінгберг) |             | Арбітри: Йозеф Кубуш Даніель Штрікер |
| 12 хв. | Вилучення                   | 6 хв. |             | Арбітри: Йозеф Кубуш Даніель Штрікер |
| 27 | Кидки                       | 42 |             | Арбітри: Йозеф Кубуш Даніель Штрікер |

| 9 травня 2017 16:15 | Італія | 1 : 2 (1:1, 0:0, 0:1) | Латвія | «Ланксесс-Арена» Глядачів: 6,332 |

| Протокол                       | Протокол       | Протокол                                                                            | Протокол         | Протокол                             |
| ------------------------------ | -------------- | ----------------------------------------------------------------------------------- | ---------------- | ------------------------------------ |
|                                | Андреас Бернар | Голкіпери                                                                           | Елвіс Мерзлікінс | Арбітри: Бретт Айверсон Тобіас Верлі |
| М. Інсам (Т. Траверса) — 03:38 | 1:0 1:1 1:2    | 12:09 — А. Джеріньш (Г. Галвіньш, К. Даугавіньш) 58:41 — А. Джеріньш (Роб. Букартс) |                  | Арбітри: Бретт Айверсон Тобіас Верлі |
| 2 хв.                          | Вилучення      | 6 хв.                                                                               |                  | Арбітри: Бретт Айверсон Тобіас Верлі |
| 21                             | Кидки          | 24                                                                                  |                  | Арбітри: Бретт Айверсон Тобіас Верлі |

| 9 травня 2017 20:15 | Словаччина | 3 : 4 (Бул.) (0:1, 0:2, 3:0) ОТ (0:0) Бул. (0:1) | Данія | «Ланксесс-Арена» Глядачів: 4,454 |

| Протокол | Протокол                       | Протокол | Протокол      | Протокол                           |
| --- | ------------------------------ | --- | ------------- | ---------------------------------- |
| | Юліус Гудачек                  | Голкіпери | Себастіан Дам | Арбітри: Марк Лемелін Маркус Лінде |
| М. Гернат (М. Міклик, М. Гашчак) — 41:22 М. Бліжняк (М. Гашчак, В. Дравецький) — 46:05 М. Міклик (П. Черешняк, В. Дравецький) — 51:53 Л. Гудачек М. Гашчак В. Дравецький | 0:1 0:2 0:3 1:3 2:3 3:3 Буліти | 16:20 — Н. Гардт (Ф. Сторм, М. Греен) 24:46 — П. Русселль (М. Бау Гансен, Еллер) 39:57 — М. Поульсен (О. Лаурідсен, М. Греен) Н. Елерс М. Крістенсен М. Греен |               | Арбітри: Марк Лемелін Маркус Лінде |
| 14 хв. | Вилучення                      | 16 хв. |               | Арбітри: Марк Лемелін Маркус Лінде |
| 32 | Кидки                          | 26 |               | Арбітри: Марк Лемелін Маркус Лінде |

| 10 травня 2017 16:15 | США | 3 : 0 (1:0, 2:0, 0:0) | Італія | «Ланксесс-Арена» Глядачів: 7,168 |

| Протокол                                                                           | Протокол      | Протокол  | Протокол       | Протокол                        |
| ---------------------------------------------------------------------------------- | ------------- | --------- | -------------- | ------------------------------- |
|                                                                                    | Джиммі Говард | Голкіпери | Андреас Бернар | Арбітри: Ян Грібик Маркус Лінде |
| Б. Нельсон — 05:17 Б. Нельсон (Д. Ларкін) — 25:53 А. Лі (Годро, Д. Ларкін) — 27:47 | 1:0 2:0 3:0   |           |                | Арбітри: Ян Грібик Маркус Лінде |
| 4 хв.                                                                              | Вилучення     | 6 хв.     |                | Арбітри: Ян Грібик Маркус Лінде |
| 32                                                                                 | Кидки         | 8         |                | Арбітри: Ян Грібик Маркус Лінде |

| 10 травня 2017 20:15 | Словаччина | 2 : 3 (Бул.) (1:0, 1:2, 0:0) ОТ (0:0) Бул. (0:1) | Німеччина | «Ланксесс-Арена» Глядачів: 17,647 |

| Протокол                                                                                               | Протокол               | Протокол | Протокол     | Протокол                                 |
| --- | ---------------------- | --- | ------------ | ---------------------------------------- |
| | Юліус Гудачек          | Голкіпери | Томас Грайсс | Арбітри: Стефан Фонселіус Бретт Айверсон |
| Т. Матоушек (Т. Зіго, Е. Шедівий) — 09:23 Л. Гудачек (М. Чайковскі) — 21:58 Грнка М. Бліжняк М. Міклик | 1:0 2:0 2:1 2:2 Буліти | 36:11 — П. Раймер (К. Ергофф, Д. Кахун) 36:38 — Я. Егліз (Д. Зайденберг, М. Мюллер) Д. Кахун Б. Мацек Я. Егліз |              | Арбітри: Стефан Фонселіус Бретт Айверсон |
| 4 хв.                                                                                                  | Вилучення              | 4 хв. |              | Арбітри: Стефан Фонселіус Бретт Айверсон |
| 28 | Кидки                  | 31 |              | Арбітри: Стефан Фонселіус Бретт Айверсон |

| 11 травня 2017 16:15 | Росія | 3 : 0 (0:0, 3:0, 0:0) | Данія | «Ланксесс-Арена» Глядачів: 6,932 |

| Протокол | Протокол            | Протокол  | Протокол       | Протокол                          |
| --- | ------------------- | --------- | -------------- | --------------------------------- |
| | Андрій Василевський | Голкіпери | Георг Соренсен | Арбітри: Стівен Рено Тобіас Верлі |
| Б. Киселевич (Панарін, Кучеров) — 35:36 Плотников (Андронов, Телегін) — 35:54 М. Гусєв (Кучеров, Дадонов) — 36:46 | 1:0 2:0 3:0         |           |                | Арбітри: Стівен Рено Тобіас Верлі |
| 2 хв. | Вилучення           | 4 хв.     |                | Арбітри: Стівен Рено Тобіас Верлі |
| 33 | Кидки               | 21        |                | Арбітри: Стівен Рено Тобіас Верлі |

| 11 травня 2017 20:15 | Швеція | 2 : 0 (1:0, 0:0, 1:0) | Латвія | «Ланксесс-Арена» Глядачів: 8,276 |

| Протокол                                                        | Протокол  | Протокол  | Протокол         | Протокол                              |
| --------------------------------------------------------------- | --------- | --------- | ---------------- | ------------------------------------- |
|                                                                 | Едді Лек  | Голкіпери | Елвіс Мерзлікінс | Арбітри: Марк Лемелін Даніель Піхачек |
| Г. Ландескуг (Раск, Ліндгольм) — 09:13 Ліндгольм (Раск) — 56:42 | 1:0 2:0   |           |                  | Арбітри: Марк Лемелін Даніель Піхачек |
| 16 хв.                                                          | Вилучення | 6 хв.     |                  | Арбітри: Марк Лемелін Даніель Піхачек |
| 30                                                              | Кидки     | 19        |                  | Арбітри: Марк Лемелін Даніель Піхачек |

| 12 травня 2017 16:15 | Швеція | 8 : 1 (2:0, 1:1, 5:0) | Італія | «Ланксесс-Арена» Глядачів: 10,878 |

| Протокол | Протокол                            | Протокол                                    | Протокол        | Протокол                                 |
| --- | ----------------------------------- | ------------------------------------------- | --------------- | ---------------------------------------- |
| | Віктор Фаст                         | Голкіпери                                   | Фредерік Клутьє | Арбітри: Стефан Фонселіус Бретт Айверсон |
| Раск (Ліндгольм) — 03:24 Гольм (Нюландер, Ю. Бродін) — 08:34 Ю. Бродін (Гольм) — 29:52 Ліндгольм (Г. Ландескуг, Строльман) — 40:41 Л. Умарк (К. Содерберг, А. Едлер) — 50:09 К. Клінгберг (Нордстрем) — 54:53 Ерікссон Ек (Нюландер) — 56:51 Й. Клінгберг (Гольм, Нюландер) — 58:25 | 1:0 2:0 2:1 3:1 4:1 5:1 6:1 7:1 8:1 | 23:50 — Д. Моріні (Дж. Сканделла, М. Інсам) |                 | Арбітри: Стефан Фонселіус Бретт Айверсон |
| 4 хв. | Вилучення                           | 4 хв.                                       |                 | Арбітри: Стефан Фонселіус Бретт Айверсон |
| 45 | Кидки                               | 15                                          |                 | Арбітри: Стефан Фонселіус Бретт Айверсон |

| 12 травня 2017 20:15 | Данія | 3 : 2 (ОТ) (2:2, 0:0, 0:0) ОТ (1:0) | Німеччина | «Ланксесс-Арена» Глядачів: 18,629 |

| Протокол | Протокол            | Протокол                                                                            | Протокол             | Протокол                        |
| --- | ------------------- | ----------------------------------------------------------------------------------- | -------------------- | ------------------------------- |
| | Себастіан Дам       | Голкіпери                                                                           | Денні аус ден Біркен | Арбітри: Ян Грібик Маркус Лінде |
| Сторм (Е. Крістенсен, Ю. Якобсен) — 16:09 М. Поульсен (М. Крістенсен) — 16:34 Регін (Н. Елерс, С. Дам) — 61:40 | 0:1 0:2 1:2 2:2 3:2 | 08:26 — Раймер (Я. Егліз, Д. Зайденберг) 09:43 — Б. Мацек (Я. Зайденберг, Д. Кагун) |                      | Арбітри: Ян Грібик Маркус Лінде |
| 10 хв. | Вилучення           | 12 хв.                                                                              |                      | Арбітри: Ян Грібик Маркус Лінде |
| 29 | Кидки               | 29                                                                                  |                      | Арбітри: Ян Грібик Маркус Лінде |

| 13 травня 2017 12:15 | Латвія | 3 : 5 (1:0, 2:3, 0:2) | США | «Ланксесс-Арена» Глядачів: 17,936 |

| Протокол                                                                                              | Протокол                        | Протокол | Протокол        | Протокол                                 |
| --- | ------------------------------- | --- | --------------- | ---------------------------------------- |
| | Елвіс Мерзлікінс                | Голкіпери | Коннор Еллебюйк | Арбітри: Стефан Фонселіус Бретт Айверсон |
| Блюгерс (Бічевскіс) — 11:23 Даугавіньш (Джеріньш, Роб. Букартс) — 20:07 Цибульскіс (Індрашіс) — 31:37 | 1:0 2:0 2:1 3:1 3:2 3:3 3:4 3:5 | 29:00 — Дж. Т. Комфер (А. Лі) 33:44 — Н. Б'югстад (Н. Шмольц, К. Келлер) 38:37 — Дж. Годро (Труба, Н. Б'югстад) 56:38 — Е. Копп (Геллебайк) 58:58 — Д. Ларкін |                 | Арбітри: Стефан Фонселіус Бретт Айверсон |
| 6 хв.                                                                                                 | Вилучення                       | 8 хв. |                 | Арбітри: Стефан Фонселіус Бретт Айверсон |
| 23 | Кидки                           | 33 |                 | Арбітри: Стефан Фонселіус Бретт Айверсон |

| 13 травня 2017 16:15 | Росія | 6 : 0 (3:0, 2:0, 1:0) | Словаччина | «Ланксесс-Арена» Глядачів: 18,591 |

| Протокол | Протокол                | Протокол  | Протокол      | Протокол                              |
| --- | ----------------------- | --------- | ------------- | ------------------------------------- |
| | Андрій Василевський     | Голкіпери | Юліус Гудачек | Арбітри: Марк Лемелін Даніель Піхачек |
| Дадонов (М. Гусєв, Шипачов) — 01:12 Дадонов (М. Гусєв, Шипачов) — 13:32 А. Миронов — 19:19 Кучеров (Ткачов, Б. Киселевич) — 22:53 Телегін (Зуб, Плотников) — 32:50 Гавриков (Шипачов, Дадонов) — 55:47 | 1:0 2:0 3:0 4:0 5:0 6:0 |           |               | Арбітри: Марк Лемелін Даніель Піхачек |
| 6 хв. | Вилучення               | 8 хв.     |               | Арбітри: Марк Лемелін Даніель Піхачек |
| 39 | Кидки                   | 22        |               | Арбітри: Марк Лемелін Даніель Піхачек |

| 13 травня 2017 20:15 | Італія | 1 : 4 (1:2, 0:2, 0:0) | Німеччина | «Ланксесс-Арена» Глядачів: 18,712 |

| Протокол                                   | Протокол            | Протокол | Протокол             | Протокол                          |
| ------------------------------------------ | ------------------- | --- | -------------------- | --------------------------------- |
|                                            | Андреас Бернар      | Голкіпери | Денні аус ден Біркен | Арбітри: Стівен Рено Тобіас Верлі |
| М. Маркетті (Костнер, С. Маркетті) — 04:21 | 0:1 1:1 1:2 1:3 1:4 | 03:34 — К. Ергофф (Л. Драйзайтль) 18:16 — Плахта (Д. Зайденберг, Д. Кахун) 22:46 — Я. Зайденберг (Гердлер) 26:00 — Д. Кахун (Я. Зайденберг) |                      | Арбітри: Стівен Рено Тобіас Верлі |
| 4 хв.                                      | Вилучення           | 8 хв. |                      | Арбітри: Стівен Рено Тобіас Верлі |
| 18                                         | Кидки               | 37 |                      | Арбітри: Стівен Рено Тобіас Верлі |

| 14 травня 2017 16:15 | Словаччина | 1 : 6 (0:1, 1:3, 0:2) | США | «Ланксесс-Арена» Глядачів: 13,267 |

| Протокол                                   | Протокол                    | Протокол | Протокол      | Протокол                        |
| ------------------------------------------ | --------------------------- | --- | ------------- | ------------------------------- |
|                                            | Юліус Гудачек               | Голкіпери | Джиммі Говард | Арбітри: Ян Грібик Тобіас Верлі |
| М. Гернат (Л. Гудачек, Дравецький) — 30:40 | 0:1 0:2 1:2 1:3 1:4 1:5 1:6 | 08:12 — К. Келлер (А. Лі, Б. Шей) 25:57 — Дж. Годро (Геєс) 36:04 — К. Дворак (Дж. Годро) 38:01 — Труба 42:16 — Дж. Годро (Геєс) 47:23 — А. Лі (Ейчел, Ганіфін) |               | Арбітри: Ян Грібик Тобіас Верлі |
| 10 хв.                                     | Вилучення                   | 8 хв. |               | Арбітри: Ян Грібик Тобіас Верлі |
| 20                                         | Кидки                       | 28 |               | Арбітри: Ян Грібик Тобіас Верлі |

| 14 травня 2017 20:15 | Данія | 2 : 4 (0:1, 0:2, 2:1) | Швеція | «Ланксесс-Арена» Глядачів: 10,314 |

| Протокол                                                            | Протокол                | Протокол | Протокол         | Протокол                             |
| ------------------------------------------------------------------- | ----------------------- | --- | ---------------- | ------------------------------------ |
|                                                                     | Георг Соренсен          | Голкіпери | Генрік Лундквіст | Арбітри: Даніель Піхачек Стівен Рено |
| М. Мадсен (Н. Елерс) — 49:11 М. Лаурідсен (Н. Елерс, Регін) — 55:17 | 0:1 0:2 0:3 1:3 2:3 2:4 | 02:19 — Д. Лундквіст (Крюгер, Ерікссон Ек) 35:20 — В. Нюландер (Й. Клінгберг, О. Ліндберг) 39:06 — В. Нюландер (Бекстрем) 57:31 — Бекстрем (Й. Клінгберг, В. Нюландер) |                  | Арбітри: Даніель Піхачек Стівен Рено |
| 4 хв.                                                               | Вилучення               | 12 хв. |                  | Арбітри: Даніель Піхачек Стівен Рено |
| 21                                                                  | Кидки                   | 33 |                  | Арбітри: Даніель Піхачек Стівен Рено |

| 15 травня 2017 16:15 | Данія | 2 : 0 (0:0, 0:0, 2:0) | Італія | «Ланксесс-Арена» Глядачів: 5,653 |

| Протокол                                              | Протокол      | Протокол  | Протокол       | Протокол                                 |
| ----------------------------------------------------- | ------------- | --------- | -------------- | ---------------------------------------- |
|                                                       | Себастіан Дам | Голкіпери | Андреас Бернар | Арбітри: Стефан Фонселіус Едуардс Одіньш |
| Н. Гардт (Ф. Сторм, Ю. Якобсен) — 57:36 Регін — 58:47 | 1:0 2:0       |           |                | Арбітри: Стефан Фонселіус Едуардс Одіньш |
| 2 хв.                                                 | Вилучення     | 4 хв.     |                | Арбітри: Стефан Фонселіус Едуардс Одіньш |
| 38                                                    | Кидки         | 16        |                | Арбітри: Стефан Фонселіус Едуардс Одіньш |

| 15 травня 2017 20:15 | Росія | 5 : 0 (2:0, 2:0, 1:0) | Латвія | «Ланксесс-Арена» Глядачів: 16,439 |

| Протокол | Протокол            | Протокол  | Протокол        | Протокол                           |
| --- | ------------------- | --------- | --------------- | ---------------------------------- |
| | Ілля Сорокін        | Голкіпери | Іварс Пунненовс | Арбітри: Ян Грібик Антонін Єржабек |
| Б. Киселевич (Панарін, Кучеров) — 12:10 Телегін (Плотников) — 18:41 Наместников (Панарін, Кучеров) — 20:57 Кучеров (Панарін, А. Бєлов) — 39:00 А. Бєлов (М. Гусєв, Шипачов) — 53:17 | 1:0 2:0 3:0 4:0 5:0 |           |                 | Арбітри: Ян Грібик Антонін Єржабек |
| 8 хв. | Вилучення           | 8 хв.     |                 | Арбітри: Ян Грібик Антонін Єржабек |
| 36 | Кидки               | 24        |                 | Арбітри: Ян Грібик Антонін Єржабек |

| 16 травня 2017 12:15 | Швеція | 4 : 2 (2:0, 1:1, 1:1) | Словаччина | «Ланксесс-Арена» Глядачів: 10,259 |

| Протокол | Протокол                | Протокол                                                          | Протокол                   | Протокол                                |
| --- | ----------------------- | ----------------------------------------------------------------- | -------------------------- | --------------------------------------- |
| | Генрік Лундквіст        | Голкіпери                                                         | Юліус Гудачек Ярослав Янус | Арбітри: Антонін Єржабек Едуардс Одіньш |
| Нюландер (Бекстрем, К. Клінгберг) — 04:02 Екман-Ларссон (Д. Еверберг, В. Карлссон) — 08:14 Д. Еверберг (В. Карлссон) — 25:45 В. Карлссон (А. Едлер) — 59:28 | 1:0 2:0 2:1 3:1 3:2 4:2 | 24:08 — Матоушек (Скалицький, Т. Зіго) 41:34 — Кудрна (Л. Цингел) |                            | Арбітри: Антонін Єржабек Едуардс Одіньш |
| 8 хв. | Вилучення               | 4 хв.                                                             |                            | Арбітри: Антонін Єржабек Едуардс Одіньш |
| 38 | Кидки                   | 15                                                                |                            | Арбітри: Антонін Єржабек Едуардс Одіньш |

| 16 травня 2017 16:15 | Росія | 3 : 5 (1:0, 2:3, 0:2) | США | «Ланксесс-Арена» Глядачів: 18,756 |

| Протокол                                                                                                   | Протокол                        | Протокол | Протокол      | Протокол                               |
| --- | ------------------------------- | --- | ------------- | -------------------------------------- |
| | Андрій Василевський             | Голкіпери | Джиммі Говард | Арбітри: Анссі Салонен Даніель Штрікер |
| М. Гусєв (Б. Киселевич) — 12:29 А. Бєлов (Плотников, Андронов) — 27:33 М. Гусєв (Шипачов, Дадонов) — 36:15 | 1:0 1:1 2:1 2:2 3:2 3:3 3:4 3:5 | 21:00 — Геєс (Б. Нельсон, К. Келлер) 32:18 — Д. Ларкін (Б. Нельсон) 37:43 — Геєс (Дж. Годро, Н. Б'югстад) 52:57 — А. Лі (Дж. Годро, Д. Ейчел) 59:38 — Б. Нельсон (Д. Ларкін) |               | Арбітри: Анссі Салонен Даніель Штрікер |
| 16 хв. | Вилучення                       | 8 хв. |               | Арбітри: Анссі Салонен Даніель Штрікер |
| 19 | Кидки                           | 35 |               | Арбітри: Анссі Салонен Даніель Штрікер |

| 16 травня 2017 20:15 | Німеччина | 4 : 3 (Бул.) (0:0, 2:1, 1:2) ОТ (0:0) Бул. (1:0) | Латвія | «Ланксесс-Арена» Глядачів: 18,797 |

| Протокол | Протокол                       | Протокол | Протокол         | Протокол                         |
| --- | ------------------------------ | --- | ---------------- | -------------------------------- |
| | Філіпп Грубауер                | Голкіпери | Елвіс Мерзлікінс | Арбітри: Олівер Гуен Лінус Елунд |
| Д. Вольф (Ергофф, Раймер) — 31:02 Д. Зайденберг (М. Кінк, М. Мюллер) — 31:29 Шюц (Л. Драйзайтль) — 59:27 Д. Кахун Л. Драйзайтль Тіффельс | 1:0 2:0 2:1 2:2 2:3 3:3 Буліти | 38:42 — Скворцов (Сотнієкс) 48:22 — Спруктс (Індрашіс, Сотнієкс) 56:08 — Джеріньш (Я. Балінскіс, Роб. Букартс) Індрашіс Даугавіньш Роб. Букартс |                  | Арбітри: Олівер Гуен Лінус Елунд |
| 6 хв. | Вилучення                      | 8 хв. |                  | Арбітри: Олівер Гуен Лінус Елунд |
| 41 | Кидки                          | 30 |                  | Арбітри: Олівер Гуен Лінус Елунд |

Після перших трьох турів несподіваним лідером групи стала збірна Латвії в активі, якої було дев'ять очок на очко менше в росіян — вісім, на третьому розташувались американці (6 очок) і замикали чільну четверку шведи (4 очки).
Надалі фаворити розставили все по своїх місцях, в останній день в матчі між росіянами та американцями вирішувалась доля першого місця, зірково-смугасті вирвали перемогу, програючи по ходу зустрічі, з рахунком 5:3. Таким чином збірна США фінішувала першою, росіяни другі, на третьому місці шведи, четверту сходинку посіли господарі — німці. Несподіванкою став вкрай невдалий виступ збірної Словаччини, яка фінішувала поза зоною плей-оф. З групи вибули італійці, що посіли останнє восьме місце.

### Група В
| Команда   | І | В | ВО | ПО | П | Ш     | Очк |
| --------- | - | - | -- | -- | - | ----- | --- |
| Канада    | 7 | 6 | 0  | 1  | 0 | 32:10 | 19  |
| Швейцарія | 7 | 3 | 2  | 2  | 0 | 22:14 | 15  |
| Чехія     | 7 | 3 | 2  | 0  | 2 | 23:14 | 13  |
| Фінляндія | 7 | 2 | 2  | 1  | 2 | 20:22 | 11  |
| Франція   | 7 | 2 | 2  | 0  | 3 | 23:19 | 10  |
| Норвегія  | 7 | 2 | 0  | 2  | 3 | 13:19 | 8   |
| Білорусь  | 7 | 2 | 0  | 1  | 4 | 15:27 | 7   |
| Словенія  | 7 | 0 | 0  | 1  | 6 | 13:36 | 1   |

- Час початку матчів місцевий (UTC+2)

| 5 травня 2017 16:15 | Фінляндія | 3 : 2 (2:0, 0:1, 1:1) | Білорусь | «АккорГотелс Арена» Глядачів: 5,078 |

| Протокол                                                                 | Протокол            | Протокол                                                                      | Протокол     | Протокол                           |
| ------------------------------------------------------------------------ | ------------------- | ----------------------------------------------------------------------------- | ------------ | ---------------------------------- |
|                                                                          | Йоонас Корпісало    | Голкіпери                                                                     | Кевін Лаланд | Арбітри: Ян Грібик Даніель Піхачек |
| Аго (Фільппула) — 02:43 Осала — 05:09 Савінайнен (Рантанен, Аго) — 49:15 | 1:0 2:0 2:1 2:2 3:2 | 38:08 — Шарангович (Стефанович) 44:32 — Є. Ковиршин (Граборенко, А. Костіцин) |              | Арбітри: Ян Грібик Даніель Піхачек |
| 4 хв.                                                                    | Вилучення           | 6 хв.                                                                         |              | Арбітри: Ян Грібик Даніель Піхачек |
| 24                                                                       | Кидки               | 24                                                                            |              | Арбітри: Ян Грібик Даніель Піхачек |

| 5 травня 2017 20:15 | Чехія | 1 : 4 (0:1, 0:1, 1:2) | Канада | «АккорГотелс Арена» Глядачів: 8,834 |

| Протокол                                 | Протокол            | Протокол | Протокол      | Протокол                              |
| ---------------------------------------- | ------------------- | --- | ------------- | ------------------------------------- |
|                                          | Петр Мразек         | Голкіпери | Келвін Пікард | Арбітри: Стефан Фонселіус Стівен Рено |
| Л. Раділ (Я. Коварж, Я. Ворачек) — 52:41 | 0:1 0:2 1:2 1:3 1:4 | 06:09 — Р. О'Райллі (М. Шейфеле, Т. Баррі) 20:55 — М. Матесон (Д. Скіннер, К. Жіру) 54:50 — Т. Баррі (Т. Конечни, К. Жіру) 59:18 — Д. Скіннер |               | Арбітри: Стефан Фонселіус Стівен Рено |
| 6 хв.                                    | Вилучення           | 10 хв. |               | Арбітри: Стефан Фонселіус Стівен Рено |
| 29                                       | Кидки               | 28 |               | Арбітри: Стефан Фонселіус Стівен Рено |

| 6 травня 2017 12:15 | Швейцарія | 5 : 4 (Бул.) (4:0, 0:1, 0:3) ОТ (0:0) Бул. (1:0) | Словенія | «АккорГотелс Арена» Глядачів: 4,922 |

| Протокол | Протокол                               | Протокол | Протокол                      | Протокол                        |
| --- | -------------------------------------- | --- | ----------------------------- | ------------------------------- |
| | Йонас Гіллер                           | Голкіпери | Гашпер Крошель Матія Пінтарич | Арбітри: Ян Грібик Маркус Лінде |
| А. Амбюль (П. Сутер) — 10:49 Г. Гаас (В. Праплан, Д. Дженацці) — 11:01 Р. Леффель (Д. Голленштайн, В. Праплан) — 16:59 С. Боденманн (Д. Бруннер, Т. Річард) — 17:47 Д. Бруннер Д. Голленштайн Т. Річард | 1:0 2:0 3:0 4:0 4:1 4:2 4:3 4:4 Буліти | 38:31 — Я. Муршак (А. Тавжель) 45:50 — Ж. Єглич (Р. Саболич, А. Краньц) 54:02 — Я. Урбас (К. Ограєншек, К. Претнар) 55:23 — Р. Саболич (Р. Тічар) Р. Саболич Р. Тічар Я. Муршак |                               | Арбітри: Ян Грібик Маркус Лінде |
| 16 хв. | Вилучення                              | 10 хв. |                               | Арбітри: Ян Грібик Маркус Лінде |
| 33 | Кидки                                  | 23 |                               | Арбітри: Ян Грібик Маркус Лінде |

| 6 травня 2017 16:15 | Білорусь | 1 : 6 (0:2, 1:1, 0:3) | Чехія | «АккорГотелс Арена» Глядачів: 6,635 |

| Протокол                                      | Протокол                       | Протокол | Протокол       | Протокол                             |
| --------------------------------------------- | ------------------------------ | --- | -------------- | ------------------------------------ |
|                                               | Кевін Лаланд Михайло Карнаухов | Голкіпери | Павел Францоуз | Арбітри: Бретт Айверсон Марк Лемелін |
| О. Павлович (Є. Лисовець, В. Денисов) — 21:13 | 0:1 0:2 1:2 1:3 1:4 1:5 1:6    | 13:16 — П. Врана (М. Бірнер, М. Ржепік) 17:30 — Гудас (Я. Ворачек) 35:38 — Р. Червенка (Р. Горак, Я. Єрабек) 47:26 — Р. Шимек (Я. Ворачек, Л. Раділ) 49:37 — Я. Ворачек (Д. Пастрняк, Т. Кундратек) 59:44 — М. Кемпний (Р. Гансль, Т. Зогорна) |                | Арбітри: Бретт Айверсон Марк Лемелін |
| 16 хв.                                        | Вилучення                      | 12 хв. |                | Арбітри: Бретт Айверсон Марк Лемелін |
| 7                                             | Кидки                          | 45 |                | Арбітри: Бретт Айверсон Марк Лемелін |

| 6 травня 2017 20:15 | Норвегія | 3 : 2 (0:0, 2:1, 1:1) | Франція | «АккорГотелс Арена» Глядачів: 7,893 |

| Протокол | Протокол            | Протокол                                                              | Протокол      | Протокол                              |
| --- | ------------------- | --------------------------------------------------------------------- | ------------- | ------------------------------------- |
| | Ларс Хауген         | Голкіпери                                                             | Крістобаль Юе | Арбітри: Даніель Піхачек Тобіас Верлі |
| К. А. Олімб (М. Олімб, П. Торесен) — 25:13 П. Торесен (М. Олімб, К. А. Олімб) — 29:40 П. Торесен (А. Райхенберг) — 49:49 | 1:0 2:0 2:1 3:1 3:2 | 38:14 — С. Да Коста (Д. Флері) 49:59 — С. Да Коста (Й. Овітю, Н. Беш) |               | Арбітри: Даніель Піхачек Тобіас Верлі |
| 10 хв. | Вилучення           | 12 хв.                                                                |               | Арбітри: Даніель Піхачек Тобіас Верлі |
| 24 | Кидки               | 24                                                                    |               | Арбітри: Даніель Піхачек Тобіас Верлі |

| 7 травня 2017 12:15 | Словенія | 2 : 7 (0:3, 1:3, 1:1) | Канада | «АккорГотелс Арена» Глядачів: 9,128 |

| Протокол                                                                            | Протокол                            | Протокол | Протокол    | Протокол                           |
| ----------------------------------------------------------------------------------- | ----------------------------------- | --- | ----------- | ---------------------------------- |
|                                                                                     | Гашпер Крошель                      | Голкіпери | Чад Джонсон | Арбітри: Марк Лемелін Тобіас Верлі |
| Я. Муршак (Р. Саболич, К. Претнар) — 35:44 Я. Урбас (А. Краньц, К. Претнар) — 57:55 | 0:1 0:2 0:3 0:4 0:5 1:5 1:6 1:7 2:7 | 04:30 — Т. Баррі (В. Сіммондс, Т. Конечни) 14:36 — Н. Мак-Кіннон (Д. Скіннер, Т. Баррі) 16:14 — Б. Пойнт (Т. Конечни) 24:44 — Н. Мак-Кіннон (К. Жіру, К. де Хаан) 25:43 — Н. Мак-Кіннон (М. Марнер, Т. Баррі) 37:11 — М. Марнер (Т. Конечни) 47:07 — Д. Скіннер (Н. Мак-Кіннон, Т. Баррі) |             | Арбітри: Марк Лемелін Тобіас Верлі |
| 8 хв.                                                                               | Вилучення                           | 8 хв. |             | Арбітри: Марк Лемелін Тобіас Верлі |
| 14                                                                                  | Кидки                               | 51 |             | Арбітри: Марк Лемелін Тобіас Верлі |

| 7 травня 2017 16:15 | Фінляндія | 1 : 5 (0:1, 1:2, 0:2) | Франція | «АккорГотелс Арена» Глядачів: 11,433 |

| Протокол                                        | Протокол                | Протокол | Протокол     | Протокол                             |
| ----------------------------------------------- | ----------------------- | --- | ------------ | ------------------------------------ |
|                                                 | Йоонас Корпісало        | Голкіпери | Флоріан Арді | Арбітри: Бретт Айверсон Маркус Лінде |
| М. Легтонен (А. Пільстрем, М. Рантанен) — 21:33 | 0:1 1:1 1:2 1:3 1:4 1:5 | 14:17 — П.-Е. Бельмар (А. Реш, Л. Меньє) 33:58 — А. Руссель (П.-Е. Бельмар) 38:49 — В. Клеро (Жаній) 48:27 — А. Руссель (А. Реш) 57:49 — Д. Флері (Т. Да Коста) |              | Арбітри: Бретт Айверсон Маркус Лінде |
| 8 хв.                                           | Вилучення               | 20 хв. |              | Арбітри: Бретт Айверсон Маркус Лінде |
| 43                                              | Кидки                   | 26 |              | Арбітри: Бретт Айверсон Маркус Лінде |

| 7 травня 2017 20:15 | Норвегія | 0 : 3 (0:0, 0:2, 0:1) | Швейцарія | «АккорГотелс Арена» Глядачів: 7,782 |

| Протокол | Протокол         | Протокол | Протокол         | Протокол                              |
| -------- | ---------------- | --- | ---------------- | ------------------------------------- |
|          | Генрік Гаукеланд | Голкіпери | Леонардо Дженоні | Арбітри: Стефан Фонселіус Стівен Рено |
|          | 0:1 0:2 0:3      | 32:04 — Р. Шеппі (Р. Леффель, К. Алмонд) 34:00 — К. Алмонд (Т. Рюфенагт, Р. Унтерзандер) 49:37 — П. Сутер (К. Алмонд, А. Амбюль) |                  | Арбітри: Стефан Фонселіус Стівен Рено |
| 12 хв.   | Вилучення        | 8 хв. |                  | Арбітри: Стефан Фонселіус Стівен Рено |
| 20       | Кидки            | 38 |                  | Арбітри: Стефан Фонселіус Стівен Рено |

| 8 травня 2017 16:15 | Білорусь | 0 : 6 (0:1, 0:2, 0:3) | Канада | «АккорГотелс Арена» Глядачів: 4,363 |

| Протокол | Протокол                | Протокол | Протокол      | Протокол                            |
| -------- | ----------------------- | --- | ------------- | ----------------------------------- |
|          | Михайло Карнаухов       | Голкіпери | Келвін Пікард | Арбітри: Стефан Фонселіус Ян Грібик |
|          | 0:1 0:2 0:3 0:4 0:5 0:6 | 05:08 — Б. Пойнт (М. Марнер, Т. Конечни) 24:20 — Н. Мак-Кіннон (М. Марнер, Т. Баррі) 35:21 — Н. Мак-Кіннон (Д. Скіннер, К. Жіру) 47:01 — Д. Скіннер (Н. Мак-Кіннон, М. Матесон) 50:16 — К. Жіру (Д. Скіннер, Дж. Морріссі) 54:42 — Б. Пойнт (Т. Конечни, М.-Е. Власич) |               | Арбітри: Стефан Фонселіус Ян Грібик |
| 12 хв.   | Вилучення               | 6 хв. |               | Арбітри: Стефан Фонселіус Ян Грібик |
| 13       | Кидки                   | 45 |               | Арбітри: Стефан Фонселіус Ян Грібик |

| 8 травня 2017 20:15 | Фінляндія | 3 : 4 (Бул.) (3:0, 0:0, 0:3) ОТ (0:0) Бул. (0:1) | Чехія | «АккорГотелс Арена» Глядачів: 8,112 |

| Протокол | Протокол                       | Протокол | Протокол    | Протокол                             |
| --- | ------------------------------ | --- | ----------- | ------------------------------------ |
| | Йоонас Корпісало               | Голкіпери | Петр Мразек | Арбітри: Даніель Піхачек Стівен Рено |
| Фільппула (Аго, Рантанен) — 00:58 Яакола (Рантанен, Фільппула) — 02:41 Лаюнен (Пільстрем, Аалтонен) — 13:51 Пулюярві Аго Рантанен | 1:0 2:0 3:0 3:1 3:2 3:3 Буліти | 47:37 — Р. Горак (Пастрняк, Червенка) 57:46 — Гудас (Крейчик, М. Ржепік) 58:09 — Я. Коварж (Пастрняк) Р. Гансль Т. Гика |             | Арбітри: Даніель Піхачек Стівен Рено |
| 20 хв. | Вилучення                      | 6 хв. |             | Арбітри: Даніель Піхачек Стівен Рено |
| 21 | Кидки                          | 34 |             | Арбітри: Даніель Піхачек Стівен Рено |

| 9 травня 2017 16:15 | Словенія | 1 : 5 (0:3, 1:1, 0:1) | Норвегія | «АккорГотелс Арена» Глядачів: 2,696 |

| Протокол                                     | Протокол                      | Протокол | Протокол    | Протокол                              |
| -------------------------------------------- | ----------------------------- | --- | ----------- | ------------------------------------- |
|                                              | Матія Пінтарич Гашпер Крошель | Голкіпери | Ларс Хауген | Арбітри: Роман Гофман Антонін Єржабек |
| Р. Саболич (М. Подлипник, Л. Відмар) — 39:45 | 0:1 0:2 0:3 0:4 1:4 1:5       | 05:57 — М. Олімб (П. Торесен, К. А. Олімб) 14:35 — К. А. Олімб (П. Торесен, М. Нерстебе) 18:20 — К. Форсберг 38:58 — А. Райхенберг (Й. Голес, Л. Хауген) 59:17 — П. Торесен (К. А. Олімб, А. Бонсаксен) |             | Арбітри: Роман Гофман Антонін Єржабек |
| 6 хв.                                        | Вилучення                     | 10 хв. |             | Арбітри: Роман Гофман Антонін Єржабек |
| 16                                           | Кидки                         | 23 |             | Арбітри: Роман Гофман Антонін Єржабек |

| 9 травня 2017 20:15 | Швейцарія | 3 : 4 (Бул.) (0:1, 2:0, 1:2) ОТ (0:0) Бул. (0:1) | Франція | «АккорГотелс Арена» Глядачів: 6,747 |

| Протокол | Протокол                       | Протокол | Протокол      | Протокол                            |
| --- | ------------------------------ | --- | ------------- | ----------------------------------- |
| | Леонардо Дженоні               | Голкіпери | Крістобаль Юе | Арбітри: Едуардс Одіньш Лінус Елунд |
| В. Праплан (Д. Голленштайн, Р. Леффель) — 21:22 В. Праплан (Д. Голленштайн, Г. Гаас) — 23:48 А. Амбюль (П. Сутер, Р. Унтерзандер) — 53:41 Д. Бруннер В. Праплан Д. Голленштайн | 0:1 1:1 2:1 2:2 3:2 3:3 Буліти | 02:53 — Й. Овітю (Ж. Перре) 43:02 — С. Да Коста (Й. Овітю) 55:41 — А. Реш (Л. Меньє) Д. Флері С. Да Коста П.-Е. Бельмар |               | Арбітри: Едуардс Одіньш Лінус Елунд |
| 12 хв. | Вилучення                      | 12 хв. |               | Арбітри: Едуардс Одіньш Лінус Елунд |
| 26 | Кидки                          | 25 |               | Арбітри: Едуардс Одіньш Лінус Елунд |

| 10 травня 2017 16:15 | Швейцарія | 3 : 0 (1:0, 1:0, 1:0) | Білорусь | «АккорГотелс Арена» Глядачів: 3,212 |

| Протокол | Протокол         | Протокол  | Протокол     | Протокол                            |
| --- | ---------------- | --------- | ------------ | ----------------------------------- |
| | Леонардо Дженоні | Голкіпери | Кевін Лаланд | Арбітри: Роман Гофман Анссі Салонен |
| Р. Шеппі (Р. Унтерзандер, Д. Дженацці) — 17:54 А. Амбюль (Д. Голленштайн, Р. Леффель) — 35:29 К. Алмонд (Р. Шеппі) — 47:55 | 1:0 2:0 3:0      |           |              | Арбітри: Роман Гофман Анссі Салонен |
| 6 хв. | Вилучення        | 10 хв.    |              | Арбітри: Роман Гофман Анссі Салонен |
| 23 | Кидки            | 14        |              | Арбітри: Роман Гофман Анссі Салонен |

| 10 травня 2017 20:15 | Фінляндія | 5 : 2 (0:1, 2:0, 3:1) | Словенія | «АккорГотелс Арена» Глядачів: 3,436 |

| Протокол | Протокол                    | Протокол                                                 | Протокол       | Протокол                             |
| --- | --------------------------- | -------------------------------------------------------- | -------------- | ------------------------------------ |
| | Гаррі Сятері                | Голкіпери                                                | Гашпер Крошель | Арбітри: Лінус Елунд Даніель Штрікер |
| Савінайнен (Саллінен) — 24:06 М. Рантанен (Савінайнен, Аго) — 25:51 Аго (М. Рантанен) — 49:30 М. Хяннікяйнен (Я. Лаюнен) — 50:34 Саллінен (М. Пюоряля, Й. Ярвінен) — 59:15 | 0:1 1:1 2:1 2:2 3:2 4:2 5:2 | 14:21 — А. Куралт (Н. Пем) 45:50 — Р. Тічар (Р. Саболич) |                | Арбітри: Лінус Елунд Даніель Штрікер |
| 4 хв. | Вилучення                   | 6 хв.                                                    |                | Арбітри: Лінус Елунд Даніель Штрікер |
| 49 | Кидки                       | 14                                                       |                | Арбітри: Лінус Елунд Даніель Штрікер |

| 11 травня 2017 16:15 | Чехія | 1 : 0 (ОТ) (0:0, 0:0, 0:0) ОТ (1:0) | Норвегія | «АккорГотелс Арена» Глядачів: 6,381 |

| Протокол                                   | Протокол       | Протокол  | Протокол    | Протокол                             |
| ------------------------------------------ | -------------- | --------- | ----------- | ------------------------------------ |
|                                            | Павел Францоуз | Голкіпери | Ларс Хауген | Арбітри: Олівер Гуен Даніель Штрікер |
| Я. Коварж (Д. Пастрняк, Я. Єрабек) — 61:25 | 1:0            |           |             | Арбітри: Олівер Гуен Даніель Штрікер |
| 8 хв.                                      | Вилучення      | 4 хв.     |             | Арбітри: Олівер Гуен Даніель Штрікер |
| 32                                         | Кидки          | 10        |             | Арбітри: Олівер Гуен Даніель Штрікер |

| 11 травня 2017 20:15 | Канада | 3 : 2 (1:1, 1:1, 1:0) | Франція | «АккорГотелс Арена» Глядачів: 14,510 |

| Протокол                                                                            | Протокол            | Протокол                                                                     | Протокол     | Протокол                             |
| ----------------------------------------------------------------------------------- | ------------------- | ---------------------------------------------------------------------------- | ------------ | ------------------------------------ |
|                                                                                     | Чад Джонсон         | Голкіпери                                                                    | Флоріан Арді | Арбітри: Антонін Єржабек Йозеф Кубуш |
| О'Райллі (Мак-Кіннон, Шейфеле) — 05:19 К. Жіру (К. Лі) — 39:11 М.-Е. Власич — 42:22 | 1:0 1:1 1:2 2:2 3:2 | 09:00 — Дам-Малька (А. Реш, Н. Ріц) 21:37 — Д. Флері (С. Да Коста, Й. Овітю) |              | Арбітри: Антонін Єржабек Йозеф Кубуш |
| 33 хв.                                                                              | Вилучення           | 10 хв.                                                                       |              | Арбітри: Антонін Єржабек Йозеф Кубуш |
| 35                                                                                  | Кидки               | 24                                                                           |              | Арбітри: Антонін Єржабек Йозеф Кубуш |

| 12 травня 2017 16:15 | Чехія | 5 : 1 (3:0, 1:0, 1:1) | Словенія | «АккорГотелс Арена» Глядачів: 2,805 |

| Протокол | Протокол                | Протокол                       | Протокол       | Протокол                            |
| --- | ----------------------- | ------------------------------ | -------------- | ----------------------------------- |
| | Петр Мразек             | Голкіпери                      | Гашпер Крошель | Арбітри: Роман Гофман Анссі Салонен |
| М. Ржепік (Я. Коварж, Червенка) — 02:12 Р. Горак (Д. Пастрняк, Я. Ворачек) — 08:20 Р. Горак (Гудас, Р. Шимек) — 11:46 М. Кемпний (Врана) — 22:09 Червенка (Я. Коварж) — 47:15 | 1:0 2:0 3:0 4:0 4:1 5:1 | 44:04 — Верлич (Муршак, Урбас) |                | Арбітри: Роман Гофман Анссі Салонен |
| 8 хв. | Вилучення               | 6 хв.                          |                | Арбітри: Роман Гофман Анссі Салонен |
| 37 | Кидки                   | 15                             |                | Арбітри: Роман Гофман Анссі Салонен |

| 12 травня 2017 20:15 | Франція | 4 : 3 (Бул.) (1:0, 1:2, 1:1) ОТ (0:0) Бул. (1:0) | Білорусь | «АккорГотелс Арена» Глядачів: 6,802 |

| Протокол | Протокол                       | Протокол | Протокол     | Протокол                            |
| --- | ------------------------------ | --- | ------------ | ----------------------------------- |
| | Крістобаль Юе                  | Голкіпери | Кевін Лаланд | Арбітри: Едуардс Одіньш Лінус Елунд |
| С. Трей (Т. Да Коста, Д. Ро) — 12:29 Д. Флері (А. Руссель, С. Да Коста) — 20:54 П.-Е. Бельмар (С. Да Коста) — 52:35 А. Руссель Д. Флері С. Да Коста | 1:0 2:0 2:1 2:2 2:3 3:3 Буліти | 26:40 — Павлович (Шарангович, Воробей) 37:47 — Шарангович (Лінгле) 41:20 — Кулаков (С. Костіцин, Демков) Стефанович Стась Павлович Стефанович |              | Арбітри: Едуардс Одіньш Лінус Елунд |
| 12 хв. | Вилучення                      | 10 хв. |              | Арбітри: Едуардс Одіньш Лінус Елунд |
| 31 | Кидки                          | 22 |              | Арбітри: Едуардс Одіньш Лінус Елунд |

| 13 травня 2017 12:15 | Норвегія | 2 : 3 (ОТ) (1:0, 0:2, 1:0) ОТ (0:1) | Фінляндія | «АккорГотелс Арена» Глядачів: 8,108 |

| Протокол                                               | Протокол            | Протокол                                                                                          | Протокол         | Протокол                             |
| ------------------------------------------------------ | ------------------- | ------------------------------------------------------------------------------------------------- | ---------------- | ------------------------------------ |
|                                                        | Ларс Хауген         | Голкіпери                                                                                         | Йоонас Корпісало | Арбітри: Антонін Єржабек Йозеф Кубуш |
| Бастіансен (Нерстебе) — 18:38 Мартінсен (Рест) — 59:31 | 1:0 1:1 1:2 2:2 2:3 | 25:33 — Хієтанен (Аго, Лаюнен) 28:11 — Хонка (Охтамаа, Хяннікяйнен) 61:55 — Хяннікяйнен (Пюоряля) |                  | Арбітри: Антонін Єржабек Йозеф Кубуш |
| 12 хв.                                                 | Вилучення           | 24 хв.                                                                                            |                  | Арбітри: Антонін Єржабек Йозеф Кубуш |
| 21                                                     | Кидки               | 28                                                                                                |                  | Арбітри: Антонін Єржабек Йозеф Кубуш |

| 13 травня 2017 16:15 | Словенія | 2 : 5 (2:1, 0:4, 0:0) | Білорусь | «АккорГотелс Арена» Глядачів: 7,158 |

| Протокол                                                                     | Протокол                    | Протокол | Протокол     | Протокол                             |
| ---------------------------------------------------------------------------- | --------------------------- | --- | ------------ | ------------------------------------ |
|                                                                              | Гашпер Крошель              | Голкіпери | Кевін Лаланд | Арбітри: Олівер Гуен Даніель Штрікер |
| Єглич (Верлич, Р. Саболич) — 16:52 Д. Родман (Ковачевич, К. Претнар) — 19:15 | 0:1 1:1 2:1 2:2 2:3 2:4 2:5 | 13:12 — Павлович (Шинкевич, Лінгле) 20:29 — Ковиршин (А. Костіцин, С. Костіцин) 29:48 — Павлович (Шинкевич) 38:05 — Шинкевич (Павлович, Лінгле) 39:43 — Стась (Стефанович) |              | Арбітри: Олівер Гуен Даніель Штрікер |
| 20 хв.                                                                       | Вилучення                   | 10 хв. |              | Арбітри: Олівер Гуен Даніель Штрікер |
| 30                                                                           | Кидки                       | 29 |              | Арбітри: Олівер Гуен Даніель Штрікер |

| 13 травня 2017 20:15 | Канада | 2 : 3 (ОТ) (2:0, 0:0, 0:2) ОТ (0:1) | Швейцарія | «АккорГотелс Арена» Глядачів: 12,932 |

| Протокол                                                           | Протокол            | Протокол | Протокол                      | Протокол                              |
| ------------------------------------------------------------------ | ------------------- | --- | ----------------------------- | ------------------------------------- |
|                                                                    | Келвін Пікард       | Голкіпери | Йонас Гіллер Леонардо Дженоні | Арбітри: Едуардс Одіньш Анссі Салонен |
| О'Райллі (Марнер, Парайко) — 04:22 Марнер (К. Лі, Конечни) — 06:28 | 1:0 2:0 2:1 2:2 2:3 | 46:37 — Ф. Герцог (В. Праплан, Т. Річард) 49:44 — В. Праплан (Голленштайн) 63:40 — Ф. Герцог (Р. Унтерзандер, Амбюль) |                               | Арбітри: Едуардс Одіньш Анссі Салонен |
| 8 хв.                                                              | Вилучення           | 6 хв. |                               | Арбітри: Едуардс Одіньш Анссі Салонен |
| 45                                                                 | Кидки               | 26 |                               | Арбітри: Едуардс Одіньш Анссі Салонен |

| 14 травня 2017 16:15 | Франція | 2 : 5 (0:1, 1:2, 1:2) | Чехія | «АккорГотелс Арена» Глядачів: 13,003 |

| Протокол                                          | Протокол                    | Протокол | Протокол       | Протокол                         |
| ------------------------------------------------- | --------------------------- | --- | -------------- | -------------------------------- |
|                                                   | Флоріан Арді                | Голкіпери | Павел Францоуз | Арбітри: Олівер Гуен Йозеф Кубуш |
| С. Да Коста (Д. Флері) — 20:53 А. Руссель — 50:38 | 0:1 1:0 1:2 1:3 1:4 2:4 2:5 | 08:32 — Пастрняк (Р. Горак, Я. Ворачек) 26:52 — М. Ржепік (Т. Кундратек) 37:01 — Я. Рутта 48:03 — М. Ржепік (М. Кемпний) 58:56 — Т. Зогорна (Р. Горак) |                | Арбітри: Олівер Гуен Йозеф Кубуш |
| 6 хв.                                             | Вилучення                   | 14 хв. |                | Арбітри: Олівер Гуен Йозеф Кубуш |
| 24                                                | Кидки                       | 28 |                | Арбітри: Олівер Гуен Йозеф Кубуш |

| 14 травня 2017 20:15 | Швейцарія | 2 : 3 (ОТ) (2:1, 0:0, 0:1) ОТ (0:1) | Фінляндія | «АккорГотелс Арена» Глядачів: 10,860 |

| Протокол                                                                       | Протокол            | Протокол | Протокол         | Протокол                          |
| ------------------------------------------------------------------------------ | ------------------- | --- | ---------------- | --------------------------------- |
|                                                                                | Леонардо Дженоні    | Голкіпери | Йоонас Корпісало | Арбітри: Роман Гофман Лінус Елунд |
| Ф. Герцог (Т. Річард, Р. Унтерзандер) — 04:40 Д. Дженацці (Р. Леффель) — 10:30 | 1:0 2:0 2:1 2:2 2:3 | 19:01 — Хієтанен (Савінайнен, Аго) 47:40 — Рантанен (Лаюнен, Аго) 62:24 — В. Фільппула (Савінайнен, Хієтанен) |                  | Арбітри: Роман Гофман Лінус Елунд |
| 20 хв.                                                                         | Вилучення           | 12 хв. |                  | Арбітри: Роман Гофман Лінус Елунд |
| 27                                                                             | Кидки               | 27 |                  | Арбітри: Роман Гофман Лінус Елунд |

| 15 травня 2017 16:15 | Канада | 5 : 0 (2:0, 2:0, 1:0) | Норвегія | «АккорГотелс Арена» Глядачів: 5,093 |

| Протокол | Протокол            | Протокол  | Протокол                        | Протокол                           |
| --- | ------------------- | --------- | ------------------------------- | ---------------------------------- |
| | Чад Джонсон         | Голкіпери | Генрік Гаукеланд Стеффен Себерг | Арбітри: Роман Гофман Маркус Лінде |
| Шенн (Сіммондс) — 17:48 Парайко (Мак-Кіннон, Р. О'Райллі) — 18:42 Шейфеле (М. Матесон, Д. Скіннер) — 34:57 Парайко (Мак-Кіннон, Марнер) — 38:14 Р. О'Райллі (Шейфеле, Мак-Кіннон) — 57:20 | 1:0 2:0 3:0 4:0 5:0 |           |                                 | Арбітри: Роман Гофман Маркус Лінде |
| 8 хв. | Вилучення           | 10 хв.    |                                 | Арбітри: Роман Гофман Маркус Лінде |
| 48 | Кидки               | 10        |                                 | Арбітри: Роман Гофман Маркус Лінде |

| 15 травня 2017 20:15 | Франція | 4 : 1 (0:0, 2:0, 2:1) | Словенія | «АккорГотелс Арена» Глядачів: 12,807 |

| Протокол | Протокол            | Протокол                               | Протокол       | Протокол                             |
| --- | ------------------- | -------------------------------------- | -------------- | ------------------------------------ |
| | Крістобаль Юе       | Голкіпери                              | Матія Пінтарич | Арбітри: Бретт Айверсон Марк Лемелін |
| А. Руссель (Й. Овітю, С. Да Коста) — 28:20 Й. Овітю (П.-Е. Бельмар, А. Руссель) — 31:08 А. Руссель (Й. Овітю) — 44:01 А. Руссель — 58:30 | 1:0 2:0 3:0 3:1 4:1 | 44:25 — Я. Муршак (А. Мушич, Пінтарич) |                | Арбітри: Бретт Айверсон Марк Лемелін |
| 4 хв. | Вилучення           | 6 хв.                                  |                | Арбітри: Бретт Айверсон Марк Лемелін |
| 25 | Кидки               | 27                                     |                | Арбітри: Бретт Айверсон Марк Лемелін |

| 16 травня 2017 12:15 | Білорусь | 4 : 3 (0:0, 2:1, 2:2) | Норвегія | «АккорГотелс Арена» Глядачів: 3,867 |

| Протокол | Протокол                    | Протокол | Протокол    | Протокол                              |
| --- | --------------------------- | --- | ----------- | ------------------------------------- |
| | Михайло Карнаухов           | Голкіпери | Ларс Хауген | Арбітри: Даніель Піхачек Тобіас Верлі |
| Є. Лисовець (Стефанович) — 26:08 Кулаков (Стась, Демков) — 37:52 Шинкевич (Ковиршин, Стефанович) — 54:06 Є. Лисовець (Павлович, Лінгле) — 56:56 | 1:0 1:1 2:1 2:2 2:3 3:3 4:3 | 35:05 — Д. Сорвік (М. Олімб) 41:19 — А. Райхенберг (Торесен, Г. Едегор) 43:41 — Й. Голес (Мартінсен, М. Олімб) |             | Арбітри: Даніель Піхачек Тобіас Верлі |
| 6 хв. | Вилучення                   | 4 хв. |             | Арбітри: Даніель Піхачек Тобіас Верлі |
| 19 | Кидки                       | 26 |             | Арбітри: Даніель Піхачек Тобіас Верлі |

| 16 травня 2017 16:15 | Чехія | 1 : 3 (0:1, 1:1, 0:1) | Швейцарія | «АккорГотелс Арена» Глядачів: 4,531 |

| Протокол                           | Протокол        | Протокол                                                                                        | Протокол       | Протокол                          |
| ---------------------------------- | --------------- | ----------------------------------------------------------------------------------------------- | -------------- | --------------------------------- |
|                                    | Петр Мразек     | Голкіпери                                                                                       | Ніклас Шлегель | Арбітри: Йозеф Кубуш Маркус Лінде |
| Червенка (Пастрняк, Шулак) — 34:08 | 0:1 0:2 1:2 1:3 | 01:42 — В. Праплан (Діас) 28:36 — Р. Сурі (Кукан, Шлумпф) 52:09 — Д. Бруннер (Т. Річард, Марті) |                | Арбітри: Йозеф Кубуш Маркус Лінде |
| 2 хв.                              | Вилучення       | 6 хв.                                                                                           |                | Арбітри: Йозеф Кубуш Маркус Лінде |
| 24                                 | Кидки           | 21                                                                                              |                | Арбітри: Йозеф Кубуш Маркус Лінде |

| 16 травня 2017 20:15 | Канада | 5 : 2 (3:1, 1:1, 1:0) | Фінляндія | «АккорГотелс Арена» Глядачів: 10,202 |

| Протокол | Протокол                    | Протокол                                                         | Протокол     | Протокол                          |
| --- | --------------------------- | ---------------------------------------------------------------- | ------------ | --------------------------------- |
| | Келвін Пікард               | Голкіпери                                                        | Гаррі Сятері | Арбітри: Марк Лемелін Стівен Рено |
| Марнер (Б. Пойнт, М. Матесон) — 02:46 Парайко (Марнер) — 04:06 Марнер (Шейфеле, Мак-Кіннон) — 13:45 Б. Пойнт (М. Матесон, Парайко) — 28:09 Дюшен (Кутюр'є) — 40:34 | 1:0 1:1 2:1 3:1 4:1 4:2 5:2 | 03:08 — Лаюнен (Осала) 36:51 — Охтамаа (Ю. Хонка, Й. Кемппайнен) |              | Арбітри: Марк Лемелін Стівен Рено |
| 10 хв. | Вилучення                   | 20 хв.                                                           |              | Арбітри: Марк Лемелін Стівен Рено |
| 28 | Кидки                       | 20                                                               |              | Арбітри: Марк Лемелін Стівен Рено |

Беззаперечним лідером групи після трьох турів є збірна Канади (9 очок), друге та третє місці ділять збірні Швейцарії та Норвегії по 6 очок, четверте та п'яте місце за французами та чехами по 5 очок. Несподіваним є шосте місце фінів срібних призерів торішнього чемпіонату.
Чинні чемпіони світу в групі «В» достроково посіли перше місце, другими фінішували швейцарці, третіми чехи, замкнули чільну четвірку фіни. Вибули до першого дивізіону словенці, які не виграли жодного матчу на турнірі.

## Плей-оф
|  | Чвертьфінали | Чвертьфінали | Чвертьфінали |   |           | Півфінали | Півфінали | Півфінали           |           |      | Фінал      | Фінал | Фінал |
|  |              |              |              |   |           |           |           |                     |           |      |            |       |       |
|  | А1           | США          | 0            |   |           |           |           |                     |           |      |            |       |       |
|  | B4           | Фінляндія    | 2            |   |           |           |           |                     |           |      |            |       |       |
|  | B4           | Фінляндія    | 2            |   | WQF1      | Фінляндія | 1         |                     |           |      |            |       |       |
|  |              |              |              |   | WQF1      | Фінляндія | 1         |                     |           |      |            |       |       |
|  |              | WQF2         | Швеція       | 4 |           |           |           |                     |           |      |            |       |       |
|  | В2           | WQF2         | Швеція       | 4 | Швейцарія | 1         |           |                     |           |      |            |       |       |
|  | В2           |              |              |   | Швейцарія | 1         |           |                     |           |      |            |       |       |
|  | A3           | Швеція       | 3            |   |           |           |           |                     |           |      |            |       |       |
|  | A3           | Швеція       | 3            |   |           |           |           |                     |           | WSF1 | Швеція (Б) | 2     |       |
|  |              |              |              |   |           |           |           |                     |           | WSF1 | Швеція (Б) | 2     |       |
|  |              | WSF2         | Канада       | 1 |           |           |           |                     |           |      |            |       |       |
|  | В1           | WSF2         | Канада       | 1 | Канада    | 2         |           |                     |           |      |            |       |       |
|  | В1           |              |              |   | Канада    | 2         |           |                     |           |      |            |       |       |
|  | А4           | Німеччина    | 1            |   |           |           |           |                     |           |      |            |       |       |
|  | А4           | Німеччина    | 1            |   | WQF3      | Канада    | 4         |                     |           |      |            |       |       |
|  |              |              |              |   | WQF3      | Канада    | 4         | Матч за третє місце |           |      |            |       |       |
|  |              | WQF4         | Росія        | 2 |           |           |           |                     |           |      |            |       |       |
|  | А2           | WQF4         | Росія        | 2 | Росія     | 3         |           | LSF1                | Фінляндія | 3    |            |       |       |
|  | А2           |              |              |   | Росія     | 3         |           | LSF1                | Фінляндія | 3    |            |       |       |
|  | В3           | Чехія        | 0            |   |           |           |           |                     |           |      | LSF2       | Росія | 5     |

### Чвертьфінали
| 18 травня 2017 16:15 | США | 0 : 2 (0:0, 0:1, 0:1) | Фінляндія | «Ланксесс-Арена», Кельн Глядачів: 8,968 |

| Протокол | Протокол      | Протокол                                                         | Протокол     | Протокол                             |
| -------- | ------------- | ---------------------------------------------------------------- | ------------ | ------------------------------------ |
|          | Джиммі Говард | Голкіпери                                                        | Гаррі Сятері | Арбітри: Олівер Гуен Антонін Єржабек |
|          | 0:1 0:2       | 21:01 — Рантанен (Савінайнен, Аго) 46:49 — Кемппайнен (Аалтонен) |              | Арбітри: Олівер Гуен Антонін Єржабек |
| 12 хв.   | Вилучення     | 4 хв.                                                            |              | Арбітри: Олівер Гуен Антонін Єржабек |
| 26       | Кидки         | 20                                                               |              | Арбітри: Олівер Гуен Антонін Єржабек |

| 18 травня 2017 16:15 | Росія | 3 : 0 (2:0, 0:0, 1:0) | Чехія | «АккорГотелс Арена», Париж Глядачів: 6,209 |

| Протокол | Протокол            | Протокол  | Протокол       | Протокол                           |
| --- | ------------------- | --------- | -------------- | ---------------------------------- |
| | Андрій Василевський | Голкіпери | Павел Францоуз | Арбітри: Марк Лемелін Тобіас Верлі |
| Д. Орлов (Плотников, Антипін) — 08:45 Кучеров (Є. Кузнецов, Антипін) — 13:36 Панарін (Кучеров, Є. Кузнецов) — 53:55 | 1:0 2:0 3:0         |           |                | Арбітри: Марк Лемелін Тобіас Верлі |
| 10 хв. | Вилучення           | 6 хв.     |                | Арбітри: Марк Лемелін Тобіас Верлі |
| 26 | Кидки               | 27        |                | Арбітри: Марк Лемелін Тобіас Верлі |

| 18 травня 2017 20:15 | Канада | 2 : 1 (1:0, 1:0, 0:1) | Німеччина | «Ланксесс-Арена», Кельн Глядачів: 16,653 |

| Протокол                                                                             | Протокол      | Протокол                       | Протокол        | Протокол                           |
| ------------------------------------------------------------------------------------ | ------------- | ------------------------------ | --------------- | ---------------------------------- |
|                                                                                      | Келвін Пікард | Голкіпери                      | Філіпп Грубауер | Арбітри: Ян Грібик Даніель Штрікер |
| М. Шейфеле (Р. О'Райллі, Марнер) — 17:11 Д. Скіннер (М. Матесон, М. Шейфеле) — 38:08 | 1:0 2:0 2:1   | 53:21 — Я. Зайденберг (Ергофф) |                 | Арбітри: Ян Грібик Даніель Штрікер |
| 8 хв.                                                                                | Вилучення     | 18 хв.                         |                 | Арбітри: Ян Грібик Даніель Штрікер |
| 50                                                                                   | Кидки         | 20                             |                 | Арбітри: Ян Грібик Даніель Штрікер |

| 18 травня 2017 20:15 | Швейцарія | 1 : 3 (1:1, 0:1, 0:1) | Швеція | «АккорГотелс Арена», Париж Глядачів: 8,417 |

| Протокол        | Протокол         | Протокол | Протокол         | Протокол                            |
| --------------- | ---------------- | --- | ---------------- | ----------------------------------- |
|                 | Леонардо Дженоні | Голкіпери | Генрік Лундквіст | Арбітри: Бретт Айверсон Йозеф Кубуш |
| Г. Гаас — 12:53 | 0:1 1:1 1:2 1:3  | 04:15 — Бекстрем (О. Ліндберг, В. Нюландер) 33:15 — В. Нюландер (Екман-Ларссон) 43:44 — А. Едлер (Д. Лундквіст) |                  | Арбітри: Бретт Айверсон Йозеф Кубуш |
| 2 хв.           | Вилучення        | 6 хв. |                  | Арбітри: Бретт Айверсон Йозеф Кубуш |
| 27              | Кидки            | 29 |                  | Арбітри: Бретт Айверсон Йозеф Кубуш |

### Півфінали
| 20 травня 2017 15:15 | Канада | 4 : 2 (0:0, 0:2, 4:0) | Росія | «Ланксесс-Арена», Кельн Глядачів: 16,469 |

| Протокол | Протокол                | Протокол                                                                | Протокол            | Протокол                              |
| --- | ----------------------- | ----------------------------------------------------------------------- | ------------------- | ------------------------------------- |
| | Келвін Пікард           | Голкіпери                                                               | Андрій Василевський | Арбітри: Марк Лемелін Даніель Штрікер |
| М. Шейфеле (Мак-Кіннон, Парайко) — 40:17 Мак-Кіннон (Конечни) — 55:07 Р. О'Райллі (Метсон) — 56:58 Кутюр'є (О'Райллі, Парайко) — 58:53 | 0:1 0:2 1:2 2:2 3:2 4:2 | 32:16 — Є. Кузнецов (Панарін, Кучеров) 34:50 — Гусєв (Шипачов, Панарін) |                     | Арбітри: Марк Лемелін Даніель Штрікер |
| 10 хв. | Вилучення               | 22 хв.                                                                  |                     | Арбітри: Марк Лемелін Даніель Штрікер |
| 38 | Кидки                   | 28                                                                      |                     | Арбітри: Марк Лемелін Даніель Штрікер |

| 20 травня 2017 19:15 | Швеція | 4 : 1 (1:1, 2:0, 1:0) | Фінляндія | «Ланксесс-Арена», Кельн Глядачів: 11,242 |

| Протокол | Протокол            | Протокол                      | Протокол     | Протокол                           |
| --- | ------------------- | ----------------------------- | ------------ | ---------------------------------- |
| | Генрік Лундквіст    | Голкіпери                     | Гаррі Сятері | Арбітри: Ян Грібик Антонін Єржабек |
| А. Едлер (Бекстрем) — 01:49 Й. Клінгберг (Екман-Ларссон, В. Нюландер) — 24:36 В. Нюландер (Бекстрем) — 34:52 Нордстрем (Крюгер) — 53:52 | 1:0 1:1 2:1 3:1 4:1 | 04:45 — Кемппайнен (Аалтонен) |              | Арбітри: Ян Грібик Антонін Єржабек |
| 6 хв. | Вилучення           | 10 хв.                        |              | Арбітри: Ян Грібик Антонін Єржабек |
| 41 | Кидки               | 23                            |              | Арбітри: Ян Грібик Антонін Єржабек |

### Матч за 3-є місце
| 21 травня 2017 16:15 | Росія | 5 : 3 (1:0, 3:1, 1:2) | Фінляндія | «Ланксесс-Арена», Кельн Глядачів: 16,182 |

| Протокол | Протокол                        | Протокол                                                                               | Протокол                      | Протокол                            |
| --- | ------------------------------- | -------------------------------------------------------------------------------------- | ----------------------------- | ----------------------------------- |
| | Андрій Василевський             | Голкіпери                                                                              | Йоонас Корпісало Гаррі Сятері | Арбітри: Олівер Гуен Бретт Айверсон |
| М. Гусєв (Антипін, Нічушкін) — 06:58 Ткачов (Нічушкін, Зуб) — 21:48 М. Гусєв (Панарін, Дадонов) — 27:01 Б. Киселевич (Наместников, Нічушкін) — 28:16 Кучеров (М. Гусєв, А. Бєлов) — 48:03 | 1:0 2:0 3:0 4:0 4:1 4:2 4:3 5:3 | 39:33 — Рантанен (Фільппула) 41:16 — Легтонен (Аго) 45:29 — Савінайнен (Рантанен, Аго) |                               | Арбітри: Олівер Гуен Бретт Айверсон |
| 8 хв. | Вилучення                       | 10 хв.                                                                                 |                               | Арбітри: Олівер Гуен Бретт Айверсон |
| 30 | Кидки                           | 29                                                                                     |                               | Арбітри: Олівер Гуен Бретт Айверсон |

### Фінал
| 21 травня 2017 20:45 | Канада | 1 : 2 (Бул.) (0:0, 0:1, 1:0) ОТ (0:0) Бул. (0:2) | Швеція | «Ланксесс-Арена», Кельн Глядачів: 17,363 |

| Протокол                                                                  | Протокол       | Протокол                                                       | Протокол         | Протокол                                 |
| ------------------------------------------------------------------------- | -------------- | -------------------------------------------------------------- | ---------------- | ---------------------------------------- |
|                                                                           | Келвін Пікард  | Голкіпери                                                      | Генрік Лундквіст | Арбітри: Антонін Єржабек Даніель Штрікер |
| О'Райллі (Марнер, Мак-Кіннон) — 41:58 Мак-Кіннон Б. Пойнт О'Райллі Марнер | 0:1 1:1 Буліти | 39:39 — Гедман В. Нюландер Бекстрем Екман-Ларссон Г. Ландескуг |                  | Арбітри: Антонін Єржабек Даніель Штрікер |
| 10 хв.                                                                    | Вилучення      | 8 хв.                                                          |                  | Арбітри: Антонін Єржабек Даніель Штрікер |
| 43                                                                        | Кидки          | 42                                                             |                  | Арбітри: Антонін Єржабек Даніель Штрікер |

| Чемпіон світу 2017 |
| ------------------ |
| Швеція 10-й титул  |

## Статистика

### Підсумкова таблиця
Підсумкова таблиця турніру:
|    | Швеція     |
|    | Канада     |
|    | Росія      |
| 4  | Фінляндія  |
| 5  | США        |
| 6  | Швейцарія  |
| 7  | Чехія      |
| 8  | Німеччина  |
| 9  | Франція    |
| 10 | Латвія     |
| 11 | Норвегія   |
| 12 | Данія      |
| 13 | Білорусь   |
| 14 | Словаччина |
| 15 | Словенія   |
| 16 | Італія     |

### Бомбардири
Список 10 найкращих гравців.
| Гравець          | І  | Г | П  | Очк. | +/− | ШХ | Поз |
| ---------------- | -- | - | -- | ---- | --- | -- | --- |
| Артемій Панарін  | 9  | 4 | 13 | 17   | +4  | 4  | Ф   |
| Микита Кучеров   | 10 | 7 | 8  | 15   | +7  | 8  | Ф   |
| Натан Мак-Кіннон | 10 | 6 | 9  | 15   | +6  | 6  | Ф   |
| Микита Гусєв     | 10 | 7 | 7  | 14   | +5  | 4  | Ф   |
| Вільям Нюландер  | 10 | 7 | 7  | 14   | +11 | 2  | Ф   |
| Вадим Шипачов    | 10 | 2 | 11 | 13   | +1  | 2  | Ф   |
| Мітчелл Марнер   | 10 | 4 | 8  | 12   | +1  | 8  | Ф   |
| Джонні Годро     | 8  | 6 | 5  | 11   | +2  | 0  | Ф   |
| Себастьян Аго    | 10 | 2 | 9  | 11   | -2  | 4  | Ф   |
| Стефан Да Коста  | 6  | 6 | 4  | 10   | +3  | 2  | Ф   |

І = проведено ігор; Г = голи; П = передачі; Очк. = очки; +/− = плюс/мінус; ШХ = штрафні хвилини; ПОЗ = амплуа;

Джерело: IIHF.com [Архівовано 30 січня 2018 у Wayback Machine.]

### Найкращі воротарі
| Гравець             | ЧНЛ    | ГП | СП   | КД  | %ВК   | ША |
| ------------------- | ------ | -- | ---- | --- | ----- | -- |
| Генрік Лундквіст    | 320:00 | 7  | 1.31 | 129 | 94.57 | 0  |
| Келвін Пікард       | 443:40 | 11 | 1.49 | 178 | 93.82 | 1  |
| Андрій Василевський | 522:51 | 15 | 1.72 | 233 | 93.56 | 3  |
| Елвіс Мерзлікінс    | 364:04 | 12 | 1.98 | 183 | 93.44 | 1  |
| Леонардо Дженоні    | 361:32 | 10 | 1.66 | 150 | 93.33 | 2  |

ЧНЛ = часу на льоду (хвилини: секунди); ГП = голів пропушено; СП = Середня кількість пропущених шайб; КД = кидки; %ВК = відбитих кидків (у %); ША = шатаути

Джерело: IIHF.com [Архівовано 10 травня 2021 у Wayback Machine.]

## Нагороди
Найкращі гравці, обрані дирекцією ІІХФ
- Найкращий воротар:  Андрій Василевський
- Найкращий захисник:  Денніс Зайденберг
- Найкращий нападник:  Артемій Панарін

Джерело: IIHF.com [Архівовано 22 червня 2017 у Wayback Machine.]
Команда усіх зірок, обрана ЗМІ
- Воротар:  Андрій Василевський
- Захисники:  Колтон Парайко  —  Денніс Зайденберг
- Нападники:  Вільям Нюландер  —  Артемій Панарін  —  Натан Мак-Кіннон
- Найцінніший гравець:  Вільям Нюландер

Джерело: IIHF.com [Архівовано 22 червня 2017 у Wayback Machine.]